# Microsítio (ecologia)

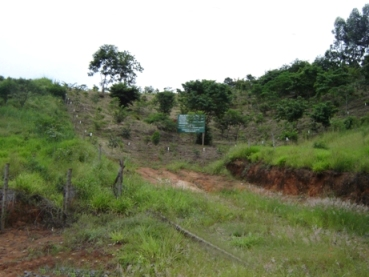
Ambiente com microsítios diferentes.

Um microsítio é um termo utilizado em ecologia para descrever uma região dentro de um ambiente com características únicas, condições ou características. A classificação de diferentes microsítios pode depender da temperatura, umidade, luz solar, a disponibilidade de nutrientes do solo, características físicas, tipo de cobertura vegetal, etc. Sendo um sub ambiente dentro de um ambiente, vamos examinar as qualidades que diferenciam um microsítio do outro, dentro de um ambiente em que este se encontre.

## Recursos do microsítio
O microsítio sendo um subconjunto do meio ambiente pode ser identificado pelas seguintes características:

### Temperatura
Ele refere-se à temperatura do ambiente circundante medida em graus.  A temperatura de um microssitema pode não ser necessariamente o mesmo de um outro, mesmo se eles estão intimamente relacionados em termos de localização. 

### Umidade
Ele se refere à quantidade relativa de umidade calculada no ar. Quanto mais saturado o ar com vapor de água em um microsítio mais úmido esse ar será.

### Luz do sol
As plantas utilizam a energia da luz solar para realizar a fotossíntese. A possibilidade de que a luz do sol chegar a um microsítio é outra característica que cria diferenças entre microsítios. Há algumas áreas em que o sol não chega, o que cria um ambiente diferente condição do que aqueles que o sol atinge, portanto, faz algumas plantas ter mais aptidão do que outras.

### A disponibilidade de nutrientes
Alguns microsítios são ricos em nutrientes , enquanto alguns não são. Esta é uma grande diferença, porque as sementes germinam mais em microsítios que têm mais nutrientes de que ele necessita do que aqueles que não os possuem. Isto acontece porque as plantas e outros autótrofos obtêm nutrientes (nitrogênio, fósforo, potássio, cálcio, magnésio e Enxofre) que eles precisam do solo.

### Características físicas do solo
As plantas obtêm hidrogênio a partir de água que se encontra no solo. Os animais são, assim,influenciados pelas características físicas do solo , por exemplo, onde um peixe irá sobreviver não é o mesmo como o de um camelo ou cabra. Todas essas características ajudam a diferenciar um microsítio do outro e explica a existência de organismos em um e não no outro.

### Cobertura vegetal
Isto refere-se às coleções de espécies de plantas sobre a superfície da terra. Um microsítio na Savana é diferente do que ocorre no Saara, por causa de sua vegetação de cobertura. Isso explica as diferenças existentes entre o tipo de organismos que vivem em ambas as áreas.

## Influência do microsítio na seleção do habitat
Com os muitos microsítio  que existem em um ambiente, os organismos geralmente baseiam sua seleção de habitat nas características do microsítio  que encontram. Ser capaz de escolher o melhor microsítio influenciará positivamente a sobrevivência, crescimento e reprodução do organismo. A escolha de um bom microsítio  tem uma relação direta com a futura geração dos organismos.

## Limitação de microsítio
Nem todos os microsítios têm os ingredientes necessários para que plantas e animais sobrevivam e cresçam. Enquanto alguns podem ter, algumas condições podem surgir para tornar esses ingredientes não disponíveis novamente no ambiente, como poluição ou espécies invasoras. No caso de mudas; ar, luz, solo, húmus são todos necessários pela muda para crescer e sobreviver. A falta desses elementos causará um fator de limitação de crescimento no referido microsítio e também problemas de sobrevivência. O mesmo se aplica aos animais, mas, no entanto, em animais, eles podem imigrar para outras áreas que favorecem o seu crescimento e sobrevivência, enquanto aqueles que não podem, ficam limitados na aptidão.